# カラ・プライアー
カラ・プライアー（Kara Pryor、1991年4月2日 - ）は、メジャーリーグラグビー・ラグビー・ユナイテッド・ニューヨーク所属のラグビーユニオン選手。

## プロフィール
- ニュージーランド・オークランド出身。
- ポジションはフランカー(FL)。
- 身長 183cm、体重 106kg
- マオリ・オールブラックスに選ばれたことがある[1]。
- 兄のダンもラグビー選手[2]（現・宗像サニックス）。

## 略歴
オークランド、ノースランド、ブルーズを経て、2018年12月、サンウルブズに追加召集された。
翌2019年、ラグビー・ユナイテッド・ニューヨークに加入。